# Qui a tué le président ?
Pour plus de détails, voir Fiche technique et Distribution.
Qui a tué le président ? (Winter Kills) est un film américain réalisé par William Richert et sorti en 1979. Le film est également connu sous le titre Les magnats du pouvoir.

## Synopsis
En février 1960, le Président des États-Unis Tim Keegan est assassiné par un sniper lors d'une visite à Philadelphie. 19 ans plus tard, Nick — demi-frère du défunt président — est convoqué pour entendre les aveux sur son lit de mort d’un homme prétendant être le deuxième tireur lors de l'assassinat près de l’hôtel de ville.
L’homme déclare que le coup a été commandé par un truand appelé Casper Jr. Nick part à la découverte de la vérité et localise le fusil du tireur. Quand les hommes, avec qui il est, sont abattus, Nick demande l’aide de son père, Pa Kegan.
Ce dernier est un patriarche de l’intimidation, cruellement déçu par le manque de perspicacité politique et financière de Nick, prend le commandement de l’enquête avec l'aide de John Cerruti, son bras droit. Nick se soumet à cette directive mais enquête de son côté.

## Fiche technique
Sauf indication contraire, les informations mentionnées dans cette section peuvent être confirmées par la base de données cinématographiques IMDb,  présente dans la section « Liens externes ».
- Titre original : Winter Kills
- Titre français : Qui a tué le président ?
- Titre français alternatif : Les magnats du pouvoir
- Réalisation : William Richert
- Scénario : William Richert, d'après le livre de Richard Condon
- Directeur de la photographie : Vilmos Zsigmond
- Montage : David Bretherton
- Musique : Maurice Jarre
- Production : Fred Caruso
- Genre : comédie dramatique et noire, satire, thriller
- Pays de production :  États-Unis
- Durée : 97 minutes
- Dates de sortie :
  - États-Unis : 11 mai 1979
  - France : 24 novembre 1982 (limitée) ; 18 mars 2003 (en DVD)

## Distribution
- Jeff Bridges (VF : Patrick Poivey) : Nick Kegan
- John Huston (VF : Henry Djanik) : le père de Nick
- Anthony Perkins (VF : Jean-Pierre Dorat) : John Cerruti
- Eli Wallach (VF : Jacques Thébault) : Joe Diamond
- Sterling Hayden (VF : Jean Violette) : Z.K. Dawson
- Dorothy Malone (VF : Paule Emanuele) : Emma Kegan
- Tomás Milián (VF : Claude Joseph) : Frank Mayo
- Belinda Bauer (VF : Sylvie Moreau) : Yvette Malone
- Ralph Meeker (VF : Roland Ménard) : Gameboy Baker
- Toshiro Mifune (VF : Albert Augier) : Keith
- Richard Boone (VF : Michel Barbey) : Keifitz
- David Spielberg (VF : Marc François) : Miles Garner
- Brad Dexter (VF : Jacques Ferrière) : le capitaine Heller 1
- Michael Thoma (VF : Marc de Georgi) : Ray Doty
- Ed Madsen : le capitaine Heller 2
- Irving Selbst (VF : Roger Lumont) : Irving
- Joe Spinell (VF : Antoine Marin) : Arthur Fletcher
- Kyle Morris (VF : Vincent Violette) : John Kullers
- Gladys Hill (VF : Jane Val) : Rosemary
- Derrick Lynn-Thomas (VF : Raymond Loyer) : le maitre d'hôtel
- Elizabeth Taylor : Lola Comante (non créditée)

## Sortie et accueil
À l'été 2023, Rialto Pictures distribue une version 35 mm remasterisée du film lors du New York’s Film Forum ainsi que dans le cinéma New Beverly Cinema à Los Angeles appartenant à Quentin Tarantino.
Studiocanal édite le film en combo DVD/Blu-ray sorti le 29 janvier 2020.